# Duritropis
Duritropis is een geslacht van weekdieren uit de klasse van de Gastropoda (slakken).

## Soort
- Duritropis brenchleyi (Sykes, 1900)